# Piotr Paczkowski
Piotr Paczkowski (ur. 11 stycznia 1957 w Szczecinie) – polski polityk, związkowiec, rolnik, samorządowiec, działacz opozycji antykomunistycznej w czasach PRL.

## Życiorys
Pracował jako elektromechanik w Szczecińskim Przedsiębiorstwie Budownictwa Ogólnego. W czasie realizacji akcji „Jesień '82” znalazł się w gronie działaczy NSZZ „Solidarność”, którzy zostali wytypowani przez SB i WSW jako „szczególnie niebezpieczni” w czasie wprowadzania ustawy o związkach zawodowych, delegalizującej „Solidarność”, a następnie zostali internowani w szczególnie ciężkich warunkach pod pozorem ćwiczeń wojskowych. Od 5 listopada 1982 do 2 lutego 1983 przebywał na ćwiczeniach wojskowych w 9. Pomorskim Pułku Pontonowym w Chełmnie, gdzie panowały dramatyczne warunki bytowe rezerwistów (m.in. pomimo mroźnej zimy żołnierzom rozkazano spać w namiotach), a rzekome szkolenie nie miało nic wspólnego z realizacją zadań związanych z obronnością państwa, podnoszeniem umiejętności żołnierskich, a służyło walce z opozycją i było dotkliwą represją polityczną wobec wcielonych na ćwiczenia wojskowe. W 2019 Sąd Okręgowy w Warszawie w wyroku skazującym Władysława Ciastonia i Józefa Sasina, uznał, że dopuścili się oni wobec Piotra Paczkowskiego i pozostałych uczestników rzekomych ćwiczeń wojskowych zbrodni przeciwko ludzkości, która była równocześnie zbrodnią komunistyczną.
Zaangażował się w działalność środowiska uwięzionych w Chełmnie, m.in. objął funkcję członka zarządu Stowarzyszenia Osób Internowanych „Chełminiacy 1982”. Został również prezesem Stowarzyszenia Na Rzecz Rozwoju Binowa, a także sołtysem tej miejscowości.
Podjął działalność rolniczą. Zaangażował się w działalność Samoobrony RP i Związku Zawodowym Rolnictwa „Samoobrona”. Z listy tego ugrupowania w wyborach samorządowych w 2006 uzyskał mandat sejmiku zachodniopomorskiego, a w 2007 bezskutecznie ubiegał się o mandat poselski. W 2010 bez powodzenia ubiegał się o reelekcję w sejmiku z listy Platformy Obywatelskiej. W 2018 uzyskał mandat radnego gminy Stare Czarnowo z ramienia lokalnego komitetu. W wyborach samorządowych w 2024 bez powodzenia ubiegał się o reelekcję.

## Odznaczenia
W 2017, za zasługi w działalności na rzecz niepodległości i suwerenności Polski oraz respektowania praw człowieka w Polskiej Rzeczypospolitej Ludowej, prezydent Andrzej Duda odznaczył go Krzyżem Wolności i Solidarności. W 2022 został uhonorowany Medalem Stulecia Odzyskanej Niepodległości.